# Montana Freemen
Los Montana Freemen (en español Hombres libres de Montana) fue un grupo terrorista antigubernamental perteneciente al Movimiento Patriota Cristiano con base en las afueras de la ciudad de Jordan, Montana, Estados Unidos. Los miembros del grupo nombraron a su tierra como «Municipio de Justus» y declararon que ya no estaban bajo la autoridad de ningún gobierno externo. Se convirtieron en el centro de la atención pública en 1996 cuando se involucraron en un prolongado asedio con agentes de la Oficina Federal de Investigaciones, que duro cerca de 81 días.

## Historia
Los Montana Freemen, que eran descendientes ideológicos directos del movimiento Posse Comitatus, se adhirieron a la doctrina de la soberanía individual y basándose en esta creencia, rechazaron la autoridad del gobierno federal de los Estados Unidos. El 2 de marzo de 1995, William Stanton, un ranchero del condado de Garfield, se convirtió en el primer residente de Montana en ser condenado por terrorismo; el juez de distrito Kenneth Wilson condenó a Stanton a 10 años de prisión (la pena máxima) por usar la violencia con fines políticos. Al día siguiente, cuatro hombres armados que se hacían llamar «hombres libres del condado de Garfield» fueron arrestados cuando ingresaron al juzgado del Condado de Musselshell e intentaron presentar documentos en protesta por la incautación de la casa del miembro Rodney Skurdal por parte del Servicio de Impuestos Internos.

## Primeros delitos

### Primer incidente
Los Freemen dirigidos por LeRoy M. Schweitzer, usó entre otras cosas algunos manuales para emitir avisos de embargo contra funcionarios públicos. Luego, supuestamente, los gravámenes se vendieron para generar capital para financiar un esfuerzo por hacer una "oferta firme para pagar la deuda nacional". Los milicianos afirmaron que los gravámenes se ajustaban al Código Comercial Uniforme y que el tribunal de su municipio tenía interés en un agravio y un reclamo por daños sufridos por los funcionarios públicos nombrados por violaciones de sus derechos. También afirmaron que el apoyo al sistema de crédito corporativo fue un acto inconstitucional y corrupto que durante la última mitad del siglo XX "... [privó a la mayoría de los estadounidenses] de sus propiedades hasta que [un día] se despertaron sin hogar ... .", una cita parafraseada atribuida a Thomas Jefferson.

### Fraude bancario
Se sabía que los Freemen producían sus propios cheques y giros postales falsificados de inusual calidad, en ocasiones ordenando artículos y pagando deliberadamente en exceso para poder exigir reembolsos. El presidente de un banco informó que durante un período de 18 meses su banco recibió de dos a cinco quejas por semana sobre los cheques pertenecientes a los milicianos. En 1995, los miembros emitieron un cheque fraudulento para tratar de comprar armas de fuego, municiones y chalecos antibalas por un valor de $1,4 millones de dólares.

## Asedio
A fines de 1994, se iniciaron procedimientos de ejecución hipotecaria contra la finca que contenía el municipio de Justus. Los Freemen se negaron a ser desalojados de la tierra. También habían llevado a cabo sus propios juicios simulados hacía de numerosos funcionarios públicos y emitieron su propia orden de ejecución contra un juez federal. El FBI investigó al grupo e inició una operación encubierta dirigida a uno de los programas financieros de Freemen, siendo el 25 de marzo, cuando agentes encubiertos del FBI irrumpieron en la propiedad donde se encontraban Schweitzer y a otros dos milicianos, esto bajo la acusación de negarse a abandonar la propiedad de la que habían sido desalojados legalmente.
El FBI también tenía órdenes de arresto contra otras ocho personas sospechosas de estar en la granja, pero antes de que pudieran arrestarlos se desarrolló un enfrentamiento armado y el FBI se retiró a una distancia segura para evitar una escalada violenta. Incluso durante los primeros días del asedio, Schweitzer se declaró en huelga de hambre en reacción al asedio.
El enfrentamiento similar en Waco, hacía  tres años, por parte de la rama de los Davidianos y el asedio de Asedio de Ruby Ridge, en Idaho, aún estaban frescos en la mente del público, y el FBI fue extremadamente cauteloso y quería evitar que esos eventos sangrientos se repitieran. Durante el asedio, el FBI órdeno que no se creara ningún perímetro armado y se abstuvo del uso de tácticas o equipos de asalto militar.
Después de 81 días de negociaciones, los milicianos se rindieron a las autoridades el 14 de junio de 1996, los milicianos se rindieron ante las autoridades.

## Consecuencias
LeRoy Schweitzer fue declarado culpable de conspiración, fraude bancario, fraude postal, fraude electrónico, reclamos falsos al servicio interno de impuestos, transporte interestatal de propiedad robada, amenazas contra funcionarios públicos, robo a mano armada de un equipo de noticias de televisión y violaciones con armas de fuego. Recibió una sentencia de 22 años por 25 condenas en una prisión federal de Carolina del Sur. Después de que Ervin Elbert Hurlbert y Donald Little, quienes se identificaron a sí mismos como "Alguaciles de Montana", intentaron liberar a Schweitzer de la prisión en un fallido plan de escape, fue trasladado al Complejo Correccional Federal de Florence en Florence, Colorado, en 2006, años después terminaría falleciendo de causas naturales en 2011.

## Miembros de los Montana Freemen y sentencias
- LeRoy M. Schweitzer – 22 años. Falleció en un penal federal el 20 de septiembre de 2011, por causas naturales, a los 73 años de edad, mientras cumplía su condena en una prisión de máxima seguridad en Colorado.[2][17]
- Emmett Clark – Se declaró culpable[18] y fue sentenciado a tiempo cumplido más 3 años bajo supervisión.[19]
- Richard Clark - 12 años.[20]
- James Hance – 5 años, 7 meses.[21]
- Lavon T. Hanson: se declaró culpable en virtud de un acuerdo con la fiscalía y fue sentenciado a 1 año y 1 día.[22]
- Dana Dudley Landers – Declarada culpable y sentenciada a 1 año, 9 meses con crédito por 2 años, 3 meses ya cumplidos.[23]
- Russell Dean Landers – 11 años, 3 meses; posteriormente prorrogado por 15 años.[24] Murió en prisión el 10 de abril de 2021, a los 69 años.[25]
- Daniel E. Peterson – 15 años.[26]

El 7 de abril del 2008, la sentencia de Russell Dean Landers fue extendida por 15 años porque recientemente había intentado extorsionar su liberación de prisión. Él y otros dos reclusos en la prisión federal en El Reno, Oklahoma habían exigido millones de dólares a los funcionarios por el uso de sus nombres, que afirmaban que tenían "derechos de autor". Fueron declarados culpables de "conspirar para obstaculizar los deberes de los funcionarios penitenciarios federales y extorsión en (sus) esfuerzos por obtener la liberación de la prisión al hacer demandas financieras al personal penitenciario e intentar apoderarse de sus propiedades".
Daniel E. Petersen fue sentenciado a cumplir condena adicional porque recientemente había presentado gravámenes falsos contra tres jueces federales de prisión, el 3 de abril, del 2010. Uno de los jueces que fue blanco de los gravámenes fue el juez que originalmente sentenció a Petersen a prisión.  En 1996, Petersen fue condenado a 15 años de prisión. Fue condenado por 19 de un total de 20 cargos, los cargos por los que fue condenado incluyeron fraude bancario y robo a mano armada. Mientras cumplía su condena en una prisión federal en Minnesota, Petersen ideó un plan en el que tomaría represalias contra tres jueces que estaban involucrados en su caso. Después de completar una investigación, los fiscales federales descubrieron que Petersen inventó una empresa que supuestamente poseía activos que incluían una sentencia por incumplimiento de $100 billones contra Estados Unidos.
Luego vendió "acciones" de la compañía falsa a otros reclusos y otros. Afirmó que estas acciones estaban respaldadas por "certificados de redención" que serían redimidos cuando se cobrara la sentencia. La sentencia a la que se refirió provino de un tribunal de creación propia, luego de que la ex secretaria de Estado Madeleine Albright se negara a responder a sus demandas. Exigió $ 100 billones, así como $ 1 millón de dólares por día en intereses porque creía que el gobierno de los Estados Unidos lo estaba confinando legalmente. Petersen siguió presentando gravámenes contra la propiedad que era propiedad de los tres jueces federales, y también ofreció recompensas por el arresto de los mismos jueces.  El propósito de las recompensas era atraer a alguien para que trajera a los tres jueces a Minnesota para obligarlos a responder a sus gravámenes.
Scott Roeder, condenado por el asesinato en 2009 del médico especialista en aborto tardío, George Tiller, Roeder había sido miembro del grupo, siendo detenido en Topeka, Kansas, en abril de 1996 mientras exhibía una placa vehicular decía "Ciudadano soberano" en lugar de una matrícula. No tenía licencia de conducir, ni comprobante de seguro. Los agentes de policía que registraron su coche descubrieron cargas explosivas, un cable de fusible, medio kilo de pólvora y baterías de nueve voltios en el maletero. El director nacional de la Liga Antidifamación Abraham Foxman dijo que "el apego de Roeder a causas extremas se extendió más allá del extremismo antiaborto. Su extremismo se expandió entre el extremismo antigubernamental y el activismo antiaborto y condujo a la violencia y el asesinato".
En 2011 la National Public Radio afirmó que algunas de las personas asociadas con el grupo fueron encarcelados en una Unidad de Gestión de Comunicación altamente restrictiva.